# La Corruption, l'Ordre et la Violence
Pour plus de détails, voir Fiche technique et Distribution.
La Corruption, l'Ordre et la Violence (The Glass House) est un téléfilm américain réalisé par Tom Gries, sorti en 1972.

## Synopsis
Un gardien et un professeur d'université condamné pour meurtre commencent leur première journée dans un établissement pénitentiaire.

## Fiche technique
- Titre français : La Corruption, l'Ordre et la Violence[1]
- Titre original : The Glass House
- Réalisation : Tom Gries
- Scénario : Truman Capote, Wyatt Cooper et Tracy Keenan Wynn
- Musique : Billy Goldenberg
- Photographie : Jules Brenner
- Montage : Gene Fowler Jr.
- Production : Robert W. Christiansen et Rick Rosenberg
- Société de production : Tomorrow Entertainment
- Pays de production :  États-Unis
- Genre : Drame
- Durée : 90 minutes
- Première diffusion : 
  - États-Unis : 4 février 1972
  - France : 12 avril 1973[1]

## Distribution
- Vic Morrow : Hugo Slocum
- Alan Alda : Jonathon Paige
- Clu Gulager : Brian Courtland
- Billy Dee Williams : Lennox
- Kristoffer Tabori : Allan Campbell
- Dean Jagger : Auerbach, le directeur de la prison
- Roy Jenson : l'officier Brown
- Scott Hylands : Ajax
- Edward Michael Bell : Sinclair
- Alan Vint : Bree
- Luke Askew : Bibleback
- Tony Mancini : Steve Berino

## Distinctions
Le film a reçu la Coquille d'or au festival international du film de Saint-Sébastien et a été nommé pour le Golden Globe de la meilleure mini-série ou du meilleur téléfilm.